# NAFTA
Severoamerická dohoda o volném obchodu (zkráceně NAFTA z angl. North American Free Trade Agreement) byla obchodní dohoda spojující Kanadu, Spojené státy americké a Spojené  státy Mexické, která vytvořila třístranný obchodní blok v Severní Americe se snahou omezit obchodní a celní bariéry a liberalizovat obchod.
Dohoda nabyla účinnosti 1. ledna 1994 a nahradila dohodu mezi USA a Kanadou o volném obchodu z roku 1988.
NAFTA byla největší regionální oblastí volného obchodu na světě s populací 489 milionů a celkovým HDP 24,3 bilionu dolarů - USA (asi 30% světového HDP).  V roce 2020 byla nahrazena třístrannou dohodou USA–Mexiko–Kanada. Sídlem byla hlavní města všech členských států (tedy Ottawa, Washington D.C. a Ciudad de México).

## Historie
Podnět k vytvoření severoamerické zóny volného obchodu začal americký prezident Ronald Reagan, který tuto myšlenku začlenil do své prezidentské kampaně, když v listopadu 1979 oznámil svou kandidaturu na prezidenta. NAFTA  byla inspirována úspěchem Evropského hospodářského společenství (1957–1993) v odstranění cel s cílem stimulovat obchod mezi jeho členy.
Kanada a USA podepsaly dohodu o volném obchodu mezi Kanadou a USA v roce 1988 a krátce na to se mexický prezident Carlos Salinas de Gortari rozhodl oslovit amerického prezidenta George H.W. Bushe, aby navrhl podobnou dohodu ve snaze přivést zahraniční investice po latinskoamerické dluhové krizi. Když tito dva vůdci začali vyjednávat, kanadská vláda, v jejímž čele stál premiér Brian Mulroney, se obávala, že výhody, které Kanada získala prostřednictvím smlouvy, by mohly být narušeny dvoustrannou dohodou mezi USA a Mexikem, a požádala o připojení k americko-mexickému rozhovoru. NAFTA byla podepsána 17. prosince 1991. Všechny tři země ji ratifikovaly v roce 1993 po přidání dvou vedlejších dohod, Severoamerické dohody o pracovní spolupráci (NAALC) a Severoamerické dohody o spolupráci v oblasti životního prostředí (NAAEC), jejichž účelem bylo zabránit podnikům v přemístění do jiných zemí za účelem využití nižších mezd, shovívavějších předpisů v oblasti bezpečnosti a ochrany zdraví zaměstnanců a volnějších předpisů v oblasti životního prostředí.
Při první prezidentské kandidatuře republikánského kandidáta Donalda Trumpa proti Hillary Clintonové bylo téma NAFTA mnohokrát zmíněno. Společnost se rozdělila na dva tábory podle toho, jaký vliv měla daná úmluva. Po vítězství Donalda Trumpa z republikánského tábora, který zastával přesvědčení, že NAFTA škodí ekonomice Spojených států, nastalo znovuotevření projednávání podmínek smlouvy. Americká společnost byla toho názoru, že členství Mexika jakožto nejzaostalejší země ze členů dohody není benefitující pro USA.   
Donald Trump začal opět projednávat s členskými zeměmi znění dohody. Zprvu narazil na odpor obou zbývajících představitelů členských zemí. Pod pohrůžkou odstoupení USA od smlouvy se přešlo k novému projednávání znění smlouvy. Přes neústupnost Kanady došlo USA a Mexiko k novým podmínkám, které více vymezují hranice již ne tolik volného obchodu mezi zeměmi. Kanada na tato usnesení přistoupila až během konečného termínu vyjednávání v srpnu 2018.
V září 2018 se Spojené státy, Mexiko a Kanada dohodly, že nahradí NAFTA dohodou mezi USA, Mexikem a Kanadou (United States–Mexico–Canada Agreement - USMCA) a všechny tři země ji ratifikovaly do března 2020. USMCA vstoupila v platnost 1. července 2020 a nahradila NAFTA.

## Charakteristika
Cílem dohody bylo odstranit překážky obchodu, vytvořit podmínky pro spravedlivou hospodářskou soutěž, zvýšit investice, společně chránit práva duševního vlastnictví, zavést účinný mechanismus pro spolupráci a řešení sporů a rozvíjet regionální spolupráci mezi USA, Kanadou a Mexikem.
Jedno z klíčových ustanovení NAFTA poskytlo status „národního zboží“ výrobkům dováženým z jiných zemí NAFTA. Žádný stát, provincie ani místní vlády nemohly na toto zboží uložit daně nebo cla.
Dohoda byla rozsáhlá: zahrnuje výrobní odvětví, mezinárodní obchod, finanční vztahy mezi zeměmi, investiční aktivity, rozšiřuje volný pohyb kapitálu, neomezený vývoz zisků a příjmů, prohlubuje liberalizaci vzájemného obchodu, reguluje pracovní migraci a další.
NAFTA rovněž obsahovala ustanovení zaměřená na zajištění práv duševního vlastnictví.  Zúčastněné země musely dodržovat pravidla na ochranu duševního vlastnictví a přijmout přísná opatření proti průmyslovým krádežím.
Další ustanovení zavedla formální pravidla pro řešení sporů mezi investory a zúčastněnými zeměmi. Mimo jiné, taková pravidla umožňovala korporacím nebo jednotlivým investorům žádat o náhradu škody jakoukoli signatářskou zemi, která porušila pravidla smlouvy.
Zvláštností dohody NAFTA je to, že integrační skupina poprvé na světě v systému světových ekonomických vztahů spojila nejvyspělejší země současnosti s jednou z rozvojových zemí, která sotva stoupla na úroveň “nově industrializované země“, tím bylo Mexiko.

## Ustanovení
Zavedení NAFTA 1. ledna 1994 vedlo k okamžitému zrušení cel u více než poloviny mexického vývozu do Spojených států a více než jedné třetiny amerického vývozu do Mexika.
Do 10 let od uzavření dohody měla být zrušena všechna cla mezi USA a Mexikem, s výjimkou některých vývozů zemědělských produktů z USA do Mexika, které by měly být do 15 let postupně zrušeny. Většina obchodu mezi USA a Kanadou již byla bezcelní. NAFTA se rovněž snažila odstranit necelní obchodní překážky a chránit práva duševního vlastnictví na obchodovaného zboží.

## Dohoda z pohledu Kanady
NAFTA byla založena na úspěchu dohody mezi Kanadou a USA o volném obchodu a poskytla doplnění kanadského úsilí prostřednictvím dohod WTO přijetím hlubších závazků v některých klíčových oblastech.
V rámci dohody NAFTA byla v roce 2008 zrušena cla na veškeré kryté zboží obchodované mezi Kanadou a Mexikem. Cla na kryté zboží obchodované mezi Kanadou a Spojenými státy se osvobodila od cla již 1. ledna 1989 v souladu s CUSFTA, která byla následně převedena v rámci NAFTA.
V roce 2017 byly Mexiko a Kanada druhým a třetím největším vývozcem do Ameriky hned za Čínou, která se drží na prvním místě.

## Dohoda z pohledu Mexika
NAFTA upravuje mnohá pravidla, zejména pravidla o původu, celní správě a administrativní zásady, o obchodu se zbožím, o národním zacházení, o omezení dovozů a vývozů, o navrácení cel. . Pro Mexiko i USA jsou důležitá pravidla o obchodu se službami přes hranice, např. dopravními atd. Ustanovení o telekomunikacích se mj. zaměřují též na potřebné obstarávání informací. Také část o investicích patří pro Mexiko k jedním z nejdůležitějších.
Liberalizace zahraničního obchodu se bude týkat zboží vyrobeného jedině v USA, v Kanadě a v Mexiku. V některých případech zboží, které postoupilo zušlechťovací proces u vstupů, musí jako hotový finální výrobek obsahovat určitý procentní podíl „amerických“ materiálů.
V Mexiku se sektor služeb podílí na tvorbě HDP 60 % a zahrnuje odvětví nejúžeji spojena s americkými investicemi a obchodem. Zpracovatelský sektor se podílí na tvorbě HDP 23% a americké společnosti v něm mají dominantní postavení. V sektoru zemědělství jsou pro mexické farmáře největším trhem USA a Mexiko je 2. nebo 3. největším dovozcem amerických zemědělských produktů. Americké vývozy do Mexika se během posledních čtyř let 4krát zvýšily, a to asi na 40 mld.$ v roce 1992 s aktivem pro USA ve výši 7 mld.$. Mexické vývozy rostly ještě rychleji a vytvořily aktivum asi 2 mld.$ z obratu asi 60 mld.$.

### DOPAD
Účast na zóně volného obchodu představovala pro Mexiko jedinečnou příležitost na další ekonomický rozvoj. Došlo k navýšení trilaterálního obchodu a postupnému odstraňování cel a dalších netarifních překážek. Cla se odstraňovala následujícím způsobem: Výrobky byly rozděleny do kategorií A – E. Cla u kategorie A byla zrušena k 1. lednu 1994, u kategorie B k 1. lednu 1998 v pěti etapách, u kategorie C došlo ke eliminaci cel v deseti etapách k 1. lednu 2003, u kategorie D pak v patnácti ročních etapách došlo ke zrušení cel k 1. lednu 2008 a u poslední skupiny E cla byla odstraněna do konce roku 2008.
V roce 1999 dosáhly vývozy ze Spojených států do Mexika 86 miliard dolarů, což oproti roku 1993 znamenalo více než 100 procentní nárůst. V roce 1999, kdy byl již americký export do Mexika dvojnásobný, se podařilo mexickým exportérům překročit hranici 100 miliard dolarů, tudíž ztrojnásobit vývoz oproti roku 1993. Přibližně ve stejnou dobu se Mexiko stalo třetím nejvýznamnějším vývozcem zboží do Spojených států a zároveň jejich druhým největším odbytištěm zboží. V současné době se exporty blíží hranici 200 miliard dolarů. Kanadské exporty nerostly tak rychle jako mexické, jejich objem dosahoval přibližně poloviny objemu exportu z Mexika.
Vzrostl i význam Mexika jako regionální latinskoamerické velmoci a vůdčí země Latinské Ameriky, Střední Ameriky a Karibské oblasti. Mexiko se dostalo do pozice obchodního prostředníka mezi USA a Kanadou a ostatními zeměmi v regionu.
Podle kritiků ovšem NAFTA prospěla nejvíce americkým nadnárodním korporacím, zatímco poškodila pracující všech zúčastněných zemí. Zejména mexičtí farmáři nebyli schopni konkurovat státně dotovaným americkým agronomickým gigantům, což vedlo ke zvýšení mexické migrace do USA a v následné reakci ke vzestupu protiimigračních nálad ve Spojených státech.